# Sambucus palmensis
El sauco o sabugo (Sambucus palmensis) es un árbol endémico del archipiélago canario.

## Identificación
Árbol de 4-6 metros de altura, de hojas compuestas con hasta cuatro pares de foliolos y una adicional terminal. Estos son oblongo-lanceolados y aserrados en los bordes, vellosos en el envés. Las flores son pequeñas, blancas y olorosas, dispuestas en umbelas corimbiformes.

## Distribución
Este endemismo canario aparece en las islas de Tenerife, La Gomera, La Palma y Gran Canaria con un total de nueve poblaciones distribuidas por el monteverde de dichas islas. El número total de ejemplares no supera los 380 y su área de ocupación total no sobrepasa 1 km².

## Hábitat
Se encuentra entre los 600 y los 1000 metros de altitud, en zonas de laurisilva y fayal-brezal, especialmente en sus zonas más húmedas.

## Biología
Es un árbol hermafrodita de reproducción alógama. Florece de mayo a julio, siendo la polinización entomófila (por medio de insectos). Fructifica entre julio y septiembre y la dispersión de las semillas de diversas aves. La producción de flores y frutos es mayor en zonas expuestas a la luz solar. La germinación es bastante complicada, siendo la reproducción sexual bastante rara en el medio natural, mientras que la reproducción asexual es frecuente mediante enraizamiento de ramas caídas, contanto de alguna rama con el suelo y chupones. Esta dificultad a la hora de encontrar plántulas de origen sexual en el medio natural se debe principalmente a que esta especie presenta una fuerte autoincopatibilidad, es decir, sus estructuras sexuales femeninas no pueden ser fecundadas por polen procedente del mismo ejemplar, sino que necesitan material genético externo para poder producir descendencia. Este hecho unido al alto grado de aislamiento en el que se encuentran los ejemplares existentes dificulta mucho su reproducción
En las poblaciones tinerfeñas se han  encontrado híbridos con el árbol introducido Sambucus nigra.